# De Ligne (geslacht)
De Ligne is een adellijk geslacht in België. De leden dragen de titel prins. Het hoofd van de familie draagt de titels prins van Ligne, van Amblise en van Épinoy. Hun stamslot is het Kasteel van Belœil.

## Geschiedenis
De oorspronkelijke leden van deze familie waren 11e-eeuwse ridders en baronnen in dienst van de graven van Henegouwen. Ze droegen de naam van hun heerlijkheid Ligne, een dorp bij Ath, en verwierven in 1020 Beloeil. Lignes namen deel aan verschillende kruistochten en vochten in 1214 in de Slag bij Bouvines. Toen de Bourgondische hertogen Henegouwen verwierven, traden zij in hun dienst.
In 1544 werd Jacob van Ligne door keizer Karel V verheven tot graaf van Ligne. Lamoraal I van Ligne kreeg op 20 maart 1601 van keizer Rudolf II de titel van prins van het Heilig Roomse Rijk, voor hemzelf en zijn nakomelingen die de naam dragen. Dit had echter geen rechtsgevolgen in de Nederlanden. Een jaar later, op 22 augustus 1602, verhieven Albrecht en Isabella het graafschap Ligne tot prinsdom Ligne, waarbij de titel prins van Ligne enkel door het familiehoofd wordt gedragen.
Door huwelijk met Anna Maria van Melun kwam de familie in het bezit van het prinsdom Épinoy, het markizaat Roubaix en de heerlijkheden Antoing en Fagnolle. De aanspraken hierop waren niet onomstreden, aangezien een andere tak van het huis Melun, hierin gesteund door Frankrijk, deze titels bleef dragen.
Lamoraals zoon Floris zou het familiebezit vermeerderen door de aankoop van het prinsdom Amblise.
Op 20 juli 1770 werd de baronie van Fagnolle verheven tot rijksgraafschap. Het vormde tot de Franse aanhechting in 1795 een soeverein staatje binnen het Heilig Roomse Rijk. Tijdens de revolutiejaren werd het familiale vermogen bedreigd. Prins Charles-Joseph de Ligne vluchtte in 1792 met zijn familie naar Wenen en bleef er definitief nadat de Tweede Oostenrijkse Restauratie op niets was uitgedraaid. Zijn Belgische grootgrondbezit werd in 1794 onder sekwester gesteld, maar hij weigerde elk vergelijk met het nieuwe regime. In uitvoering van de Vrede van Lunéville stelde de Rijksdag hem in 1803 schadeloos voor Fagnolle door hem de abdij Edelstetten als graafschap te geven. Ook verkreeg hij een zetel in de rijksvorstenraad. Op 22 mei 1804 verkocht Ligne het graafschap Edelstetten, dat een jaarrente van 15.000 florijnen genereerde, aan de vorst Esterhazy de Galantha. Hoewel hij de Franse nationaliteit definitief had afgewezen, hief keizer Napoleon in 1803 het sekwester op zijn goederen op, voor zover hij ze afstond aan zijn zoon Louis, die wel voor Frankrijk had gekozen. Zo doorstonden de Lignes zonder grote schade de revolutiejaren.
Koning Willem I der Nederlanden benoemde op 13 maart 1816 Eugène de Ligne in de Ridderschap van Brabant en erkende de titel van prins voor hem en al zijn afstammelingen die de naam dragen.
In 1923 werd door koning Albert I toestemming verleend aan Ernest de Ligne de (oude) titels van prins van Amblise en prins van Épinoy te gebruiken met overgang bij eerstgeboorte op mannelijke afstammelingen, en werd aan alle leden van het geslacht toestemming verleend het predicaat 'hoogheid' te dragen. De leden van deze familie worden tot de adel van het blauwe salon gerekend. Zij hebben het recht de koning te tutoyeren en worden protocolair ontvangen in het 'Blauwe Salon' in het koninklijke paleis te Brussel.

## Residenties
De familie bezat voorname residenties in Ligne, Baudour, Beloeil en Brussel. In de 18de eeuw liet ze het bekende Kasteel van Belœil verbouwen tot een lustslot. Het bewoonde kasteel, sinds 1311 privaat eigendom van de familie de Ligne, herbergt een collectie meubilair en kunst. De grote bibliotheek is meer dan 20.000 oude banden rijk. De tuin is een voorbeeld van Franse tuinarchitectuur, in de stijl van Le Nôtre.
In Brussel had de familie opeenvolgende woningen. Ze verwierf in 1594 het Cantersteen, de eertijdse woning van de Pipenpoys op de hoek van de Magdalenasteenweg en de Keizersstraat. Deze werd vergroot in 1652 en 1711. In de jaren 1720 kochten de Lignes het Hôtel d'Épinoy in de Wildewoudstraat. Dit werd hun grote Hôtel de Ligne, terwijl de eerste woning voortaan werd aangeduid als het kleine Hôtel de Ligne. Dat laatste werd verhuurd als hotel en in 1769 definitief verkocht aan het Hôtel d'Angleterre. Het gebouw is in 1937 gesloopt. Het grote Hôtel de Ligne werd in 1795 onder sekwester geplaatst en maakte in 1804 plaats voor wat nu de De Lignestraat heet. De familie bleef echter aanwezig in Brussel. Haar nieuwe residentie op de hoek van de Wetstraat en de Hertogstraat werd in 1834 geplunderd door anti-Orangisten. Daarop kocht Eugène de Ligne het Hôtel de Lannoy op de hoek van de Koningsstraat en de Koloniënstraat. Ernest de Ligne verhuisde in 1887 naar de adellijke Leopoldwijk. Hij kocht het huis van graaf Fournier de Pellan en liet het uitbreiden. In dit Hôtel de Ligne, aan de Montoyerstraat 47, leefde de familie tot 1937. Het kwam in 1952 onder de sloophamer.

## Heren, graven en prinsen (familiehoofd) van Ligne

### Heren van Ligne
- Jan II van Ligne (ca. 1361-1442), heer van Ligne.
- Jan III van Ligne (†1469), heer van Ligne, zoon van de voorgaande.
- Jan IV van Ligne, heer van Ligne en Belœil(ca. 1435-1491), kamerheer van Karel de Stoute, ridder van het Gulden Vlies, neef van de voorgaande.
- Anton van Ligne, bijgenaamd de Grote Duivel (†1532), baron van Ligne en Belœil, eerste graaf van Fauquemberghe, prins van Mortagne (1513), zoon van de voorgaande.

### Graven van Ligne
- Jacob van Ligne († ca. 1552), zoon van de voorgaande, baron, vervolgens eerste graaf van Ligne in 1545, tweede graaf van Fauquemberghe
- Filips van Ligne (1533–1583), zoon van de voorgaande, tweede graaf van Ligne

### Prinsen van Ligne
1. Lamoraal (1563-1624) zoon van de voorgaande, derde graaf van Ligne, verheven tot prins in 1601
2. Albert Henri (1615-1641), kleinzoon van de voorgaande
3. Claude Lamoral I (1618-1679), broer van de voorgaande
4. Henri Louis Ernest (1644-1702), zoon van voorgaande
5. Antoine Joseph Ghislain (1682-1750), zoon van voorgaande
6. Claude Lamoral II (1685-1766), broer van voorgaande,
7. Charles-Joseph (1735-1814), zoon van voorgaande
8. Eugène (1804-1880), kleinzoon van voorgaande
9. Louis (1854-1918), kleinzoon van voorgaande
10. Ernest (1857-1937), broer van voorgaande
11. Eugène (1893-1960), zoon van voorgaande
12. Baudouin (1918-1985), zoon van voorgaande
13. Antoine (1925-2005), broer van voorgaande
14. Michel (1951), zoon van voorgaande

## Zijtakken
Baron Michel III gaf de baronie Barbançon aan zijn tweede zoon Willem (†1519). Diens kleinzoon Jan van Ligne (1525-1568), veldheer, werd de stamvader van het derde huis Arenberg, alsook van de prinsen van Barbançon.
Henri de Ligne (1881-1967) trouwde in 1910 met Charlotte de La Trémoille. Na het uitsterven van het Franse huis De La Trémoille verkregen zijn nakomelingen in 1934 naamswijziging tot De Ligne de La Trémoille.

## Voetnoten
1. ↑  Shipé Guri, "'On ne croit pas que je veille à mes affaires, et sais compter' Le train de vie de Charles-Joseph de Ligne à Bruxelles", in: Valérie André en Manuel Couvreur (eds.), Cinquante nuances de rose. Les affinités électives du prince de Ligne, 2018, p. 84-86. Gearchiveerd op 21 juni 2023.

Arenberg · Croÿ-Solre · Ligne · Lobkowicz · Mérode · Riquet de Caraman

Geslachten die tot de wettelijke adel van het koninkrijk België behoren of hebben behoord. De bovenstaande geslachten worden door de Belgische koning erkend als Families van de Salon Bleu